# Lauren van Oosten
Lauren van Oosten (Nanaimo, 17 novembre 1978) è una nuotatrice canadese.
Specializzata nella rana ha partecipato alle Olimpiadi di Atene 2004.

## Palmarès
- Mondiali

Perth 1998: bronzo nei 100 m rana.
- Giochi PanPacifici

Fukuoka 1997: bronzo nei 200 m rana.
- Giochi del Commonwealth

Kuala Lumpur 1998: argento nella 4 × 100 m misti, bronzo nei 100 m rana e nei 200 m rana.
Melbourne 2006: bronzo nella 4 × 100 m misti.
- Giochi panamericani

Winnipeg 1999: oro nei 200 m  rana, argento nella 4 × 100 m misti e bronzo nei 100 m rana.